# 蒽酮
蒽酮是一种三环芳香酮，呈无色针状结晶，化学式C14H10O。它可用于碳水化合物的比色测定。
蒽酮的衍生物会刺激大肠蠕动、减少水的再吸收，因此可用作泻药。欧鼠李、Aloe ferox、马蹄大黄、番泻等植物中都可提取蒽酮的衍生物。

## 制备与反应
蒽酮可由锡或铜还原蒽醌产生，亦可通过2-苄基苯甲酸在氟化氢催化下环化合成。
蒽酮与乙二醛缩合再脱氢会得到染料acedianthrone。它与9-蒽酚之间存在酮-烯醇互变异构，其中酮式更稳定，水溶液中的平衡常数约为100。9-蒽醇的另外两种同分异构体1-蒽酚与2-蒽酚都比对应的酮更稳定，这点与9-蒽酚不同。